# Luciano Burti
Luciano Pucci Burti (* 5. března 1975, Sao Paulo) je brazilský automobilový závodník, který krátce působil také jako pilot formule 1.

## Kompletní výsledky ve Formuli 1
| Legenda k tabulce | Legenda k tabulce                                                                       |
| Barva             | Výsledek                                                                                |
| ----------------- | --------------------------------------------------------------------------------------- |
| Zlatá             | Vítěz                                                                                   |
| Stříbrná          | 2. místo                                                                                |
| Bronzová          | 3. místo                                                                                |
| Zelená            | Bodované umístění                                                                       |
| Modrá             | Nebodované umístění                                                                     |
| Modrá             | Dokončil neklasifikován (NC)                                                            |
| Fialová           | Odstoupil (Ret)                                                                         |
| Červená           | Nekvalifikoval se (DNQ)                                                                 |
| Červená           | Nepředkvalifikoval se (DNPQ)                                                            |
| Černá             | Diskvalifikován (DSQ)                                                                   |
| Bílá              | Nestartoval (DNS)                                                                       |
| Bílá              | Závod zrušen (C)                                                                        |
| Světle modrá      | Pouze trénoval (PO)                                                                     |
| Světle modrá      | Páteční testovací jezdec (TD)                                                           |
| Bez barvy         | Netrénoval (DNP)                                                                        |
| Bez barvy         | Vyřazen (EX)                                                                            |
| Bez barvy         | Nepřijel (DNA)                                                                          |
| Bez barvy         | Odvolal účast (WD)                                                                      |
| Bez barvy         | Nezúčastnil se (prázdné)                                                                |
| Označení          | Význam                                                                                  |
| Tučnost           | Pole position                                                                           |
| Kurzíva           | Nejrychlejší kolo                                                                       |
| †                 | Jezdec nedojel do cíle, ale byl klasifikován, protože odjel více než 90 % délky závodu. |
| ‡                 | Byl udělován poloviční počet bodů, protože bylo odjeto méně než 75 % délky závodu.      |
| Horní index       | Umístění bodujících jezdců ve sprintu                                                   |

| Rok  | Tým              | Šasi       | Motor            | 1     | 2      | 3       | 4      | 5      | 6      | 7       | 8     | 9      | 10     | 11      | 12      | 13      | 14      | 15  | 16  | 17  | Umístění  | Body |
| ---- | ---------------- | ---------- | ---------------- | ----- | ------ | ------- | ------ | ------ | ------ | ------- | ----- | ------ | ------ | ------- | ------- | ------- | ------- | --- | --- | --- | --------- | ---- |
| 2000 | Jaguar Racing    | Jaguar R1  | Cosworth CR2 V10 | AUS   | BRA    | SMR     | GBR    | ESP    | EUR    | MON     | CAN   | FRA    | AUT 11 | GER     | HUN     | BEL     | ITA     | USA | JPN | MAL | 23. místo | 0    |
| 2001 | Jaguar Racing    | Jaguar R2  | Cosworth CR3 V10 | AUS 8 | MAL 10 | BRA Ret | SMR 11 |        |        |         |       |        |        |         |         |         |         |     |     |     | 20. místo | 0    |
| 2001 | Prost Grand Prix | Prost AP04 | Acer V10         |       |        |         |        | ESP 11 | AUT 11 | MON Ret | CAN 8 | EUR 12 | FRA 10 | GBR Ret | GER Ret | HUN Ret | BEL Ret | ITA | USA | JPN | 20. místo | 0    |